# Targa Florio 1973

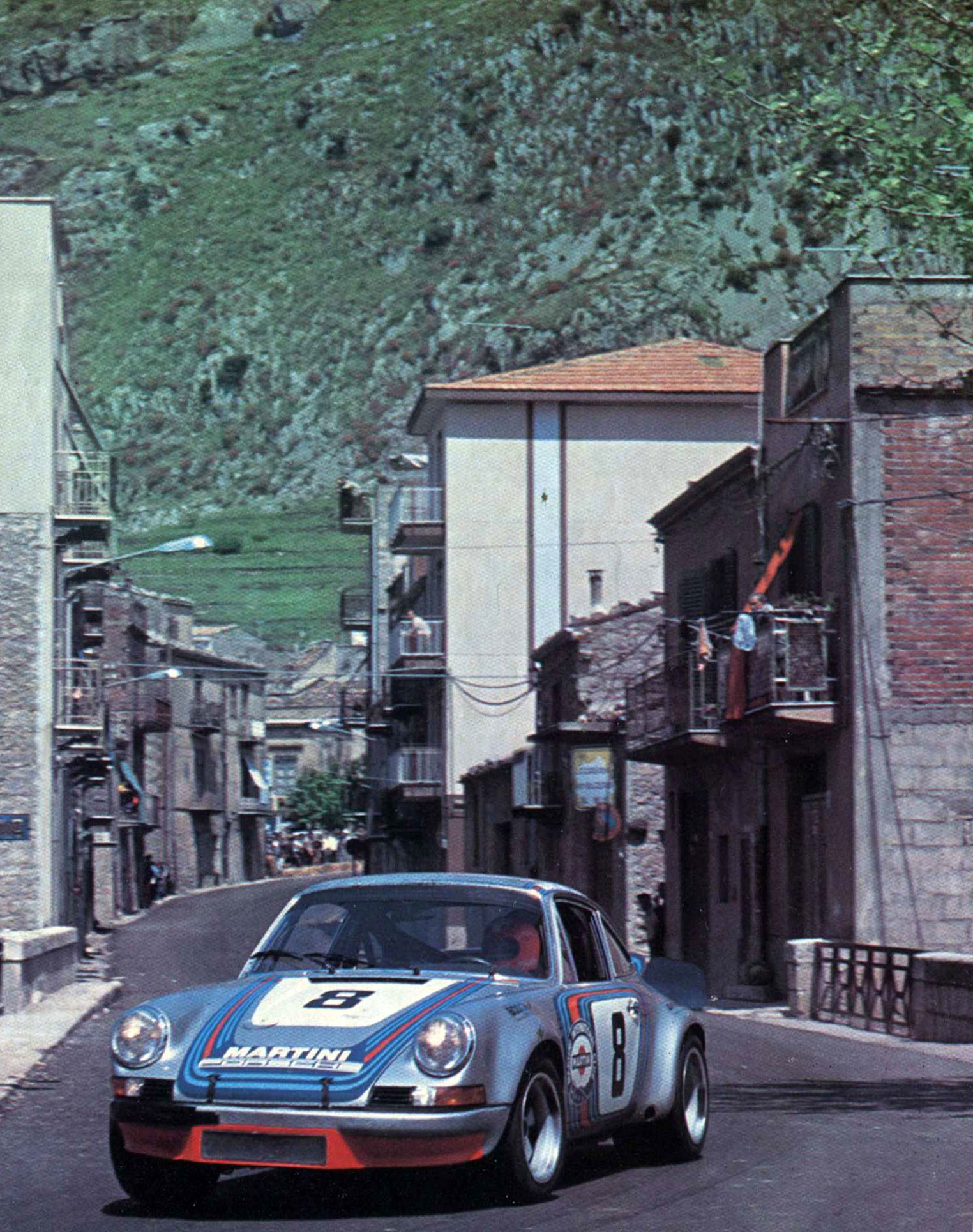
Der siegreiche Porsche 911 Carrera RSR mit der Startnummer 8

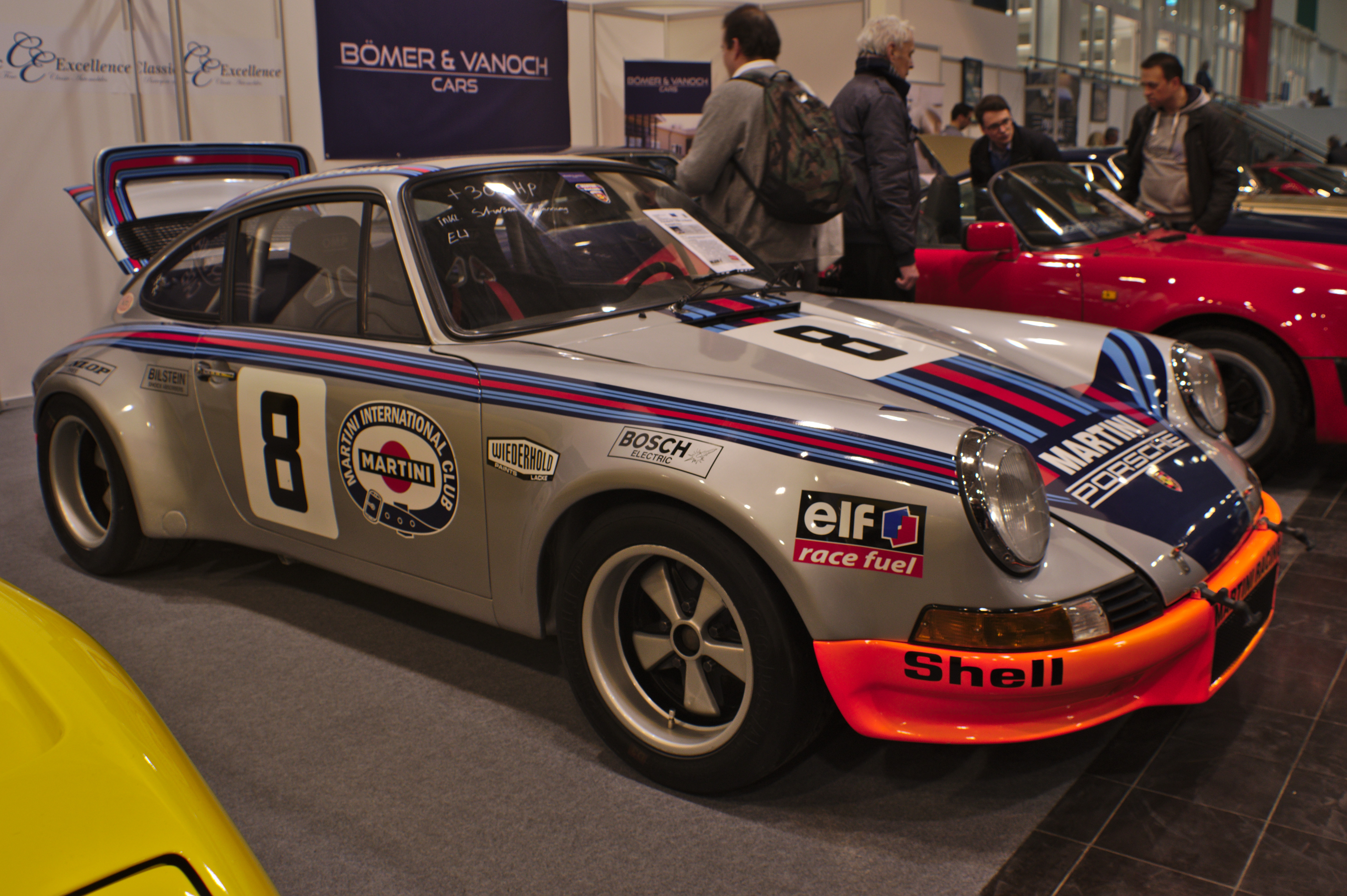
Der Siegerwagen bei der Techno Classic 2018

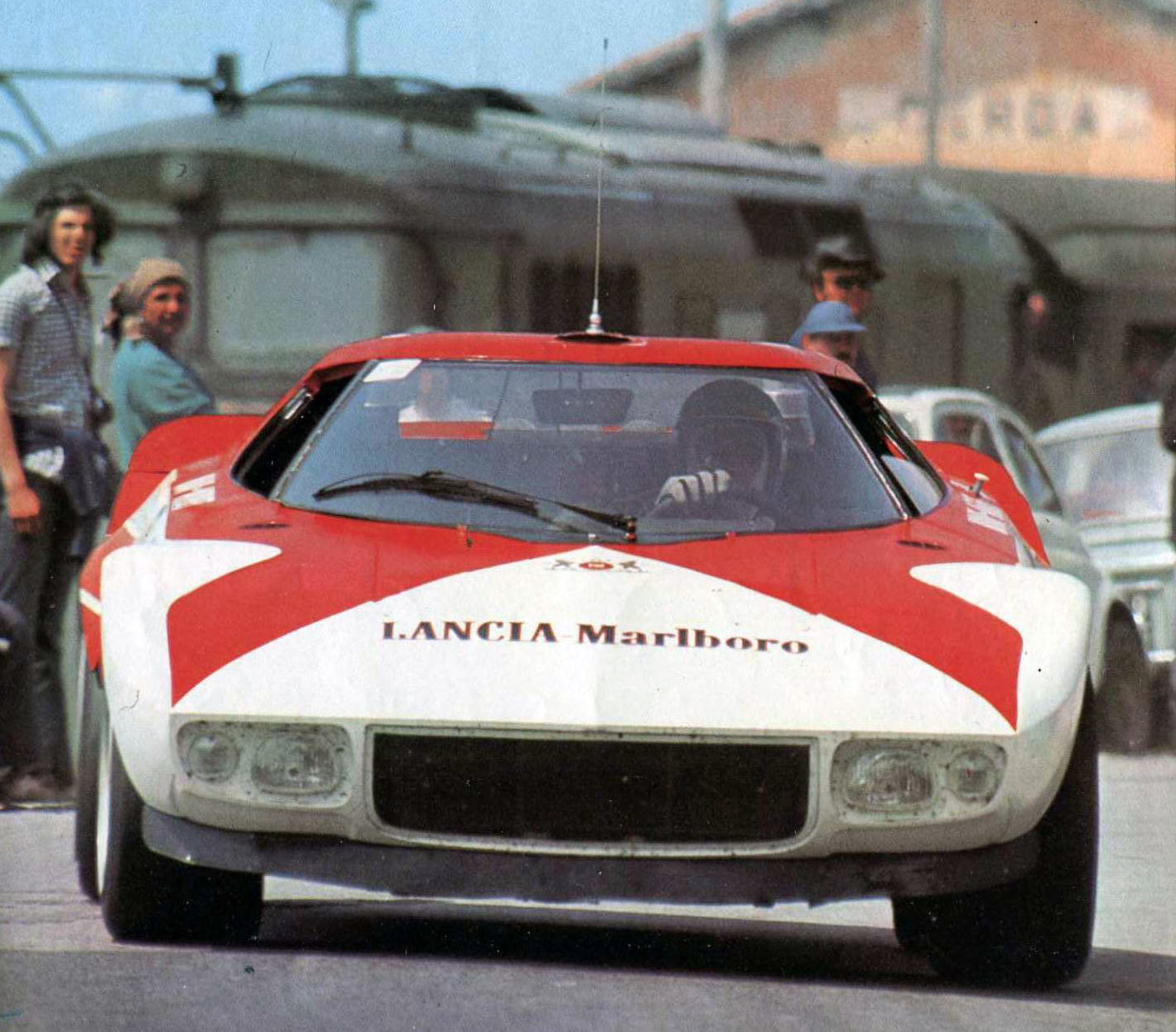
Die zweitplatzierten Sandro Munari...

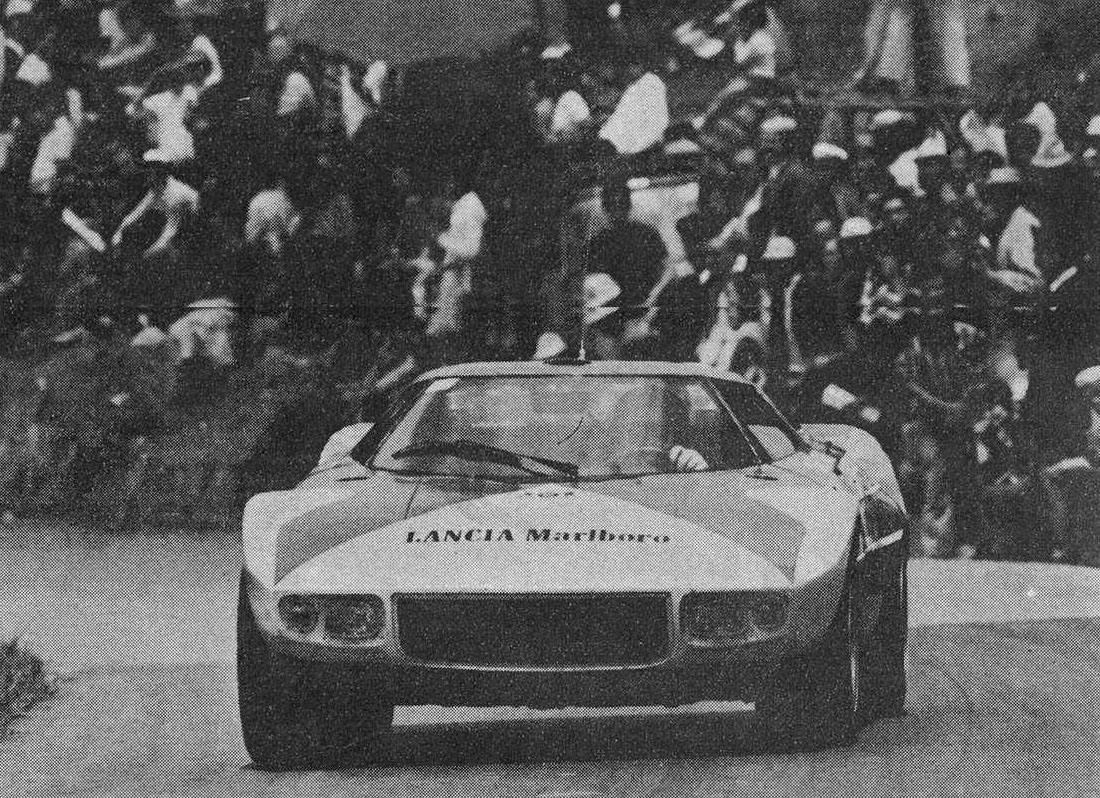
...und Jean-Claude Andruet im Lancia Stratos

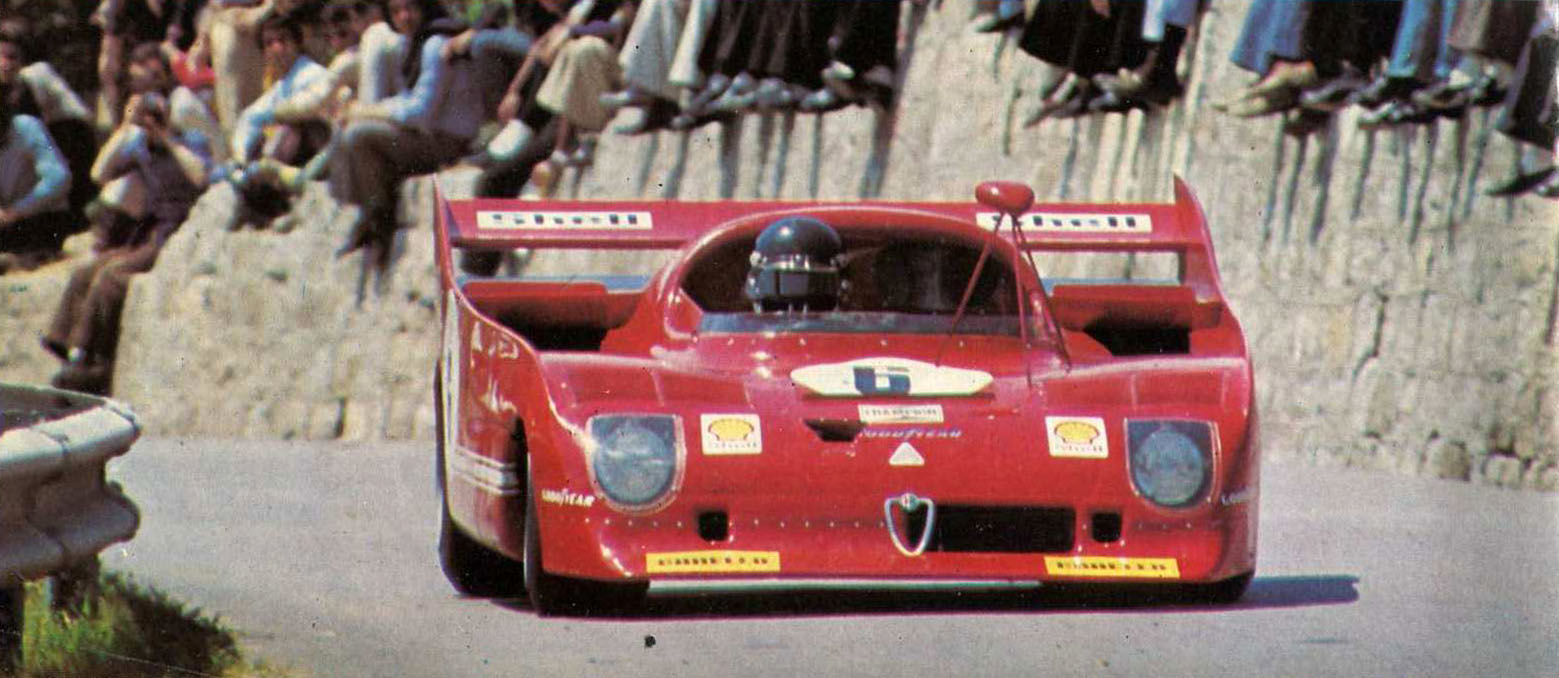
Andrea de Adamich im Alfa Romeo T33/TT/12

Die 57. Targa Florio auch 57° Targa Florio, Palermo, Piccolo Circuito delle Madonie, Sicilia, auf Sizilien fand am 13. Mai 1973 statt und war der sechste Wertungslauf der Sportwagen-Weltmeisterschaft dieses Jahres.

## Vor dem Rennen
Schon vor dem Rennstart war den Veranstaltern der Targa Florio bekannt, dass die 57. Ausgabe dieses Straßenrennens die letzte Targa mit einem Weltmeisterschaftsstatus sein würde. Die Funktionäre der Commission Sportive Internationale hatten unmissverständlich klargemacht, dass diese Entscheidung endgültig sei. Die erste Targa fand 1906 statt und endete mit einem Sieg von Alessandro Cagno auf einem Itala 35/40HP. Itala, das Unternehmen, das das Siegesfahrzeug gebaut hatte, stellte 1935 die Produktion von Automobilen ein. Die Sicherheitsvorkehrungen, die in dieser Frühzeit des Motorsports als ausreichend galten, waren in den 1970er-Jahren völlig inakzeptabel geworden. Während die Veranstalter von Rundstreckenrennen zunehmend versuchten die Streckensicherheit zu verbessern, geschah am Piccolo circuito delle Madonie in dieser Hinsicht so gut wie nichts. Dem Veranstalter war jedoch zugutezuhalten, dass es fast unmöglich war, einen 72 Kilometer langen Straßenkurs komplett zu sichern und abzusperren. Immer wieder liefen Zuschauer auf die Strecke, einige von ihnen nutzten das Rennen zu Mutproben, standen mitten auf der Straße und sprangen erst zur Seite, kurz bevor die Wagen ankamen. Auch 1973 standen während des Trainings Fahrzeuge, darunter Lastkraftwagen, am Streckenrand und damit auf der Fahrbahn der Rennwagen. Auslaufzonen waren kaum vorhanden und Streckenposten eine Seltenheit.

## Das Rennen

### Der Unfall von Charles Blyth
Die Rennwoche begann mit dem ersten fatalen Unfall. Der britische Privatfahrer Charles Blyth hatte für sich und seinen Freund und Teamkollegen Robert Cuthbertson einen Lancia Fulvia HF gemeldet. Bei der technischen Abnahme vor dem ersten Training am Mittwoch, den 9. Mai, wurde der Tank des Lancia von den Kommissären als illegal erklärt und dem Briten aufgetragen, die notwendige Reparatur bis zum Rennstart vorzunehmen. Blyth und Cuthbertson fuhren von der Strecke auf die Straße, die Palermo mit Buonfornello verbindet und die für den normalen Verkehr geöffnet war. Dort kollidierte der Lancia mit einem Fiat 1100, der von Antonio Guagliardo gefahren wurde. Guagliardo saß mit seinem fünfjährigen Sohn Domenico und dem Mechaniker Vincenzo Sollazzo im Auto. Auf einem Anhänger zog der Fiat einen Porsche 911S, den Guagliardo für das Rennen gemeldet hatte. Der Lancia prallte in hohem Tempo auf den Fiat und während die drei Fiat-Insassen nur leicht verletzt wurden, brachte ein Notfallkrankenwagen die beiden Briten in kritischem Zustand in das Ospedale Neurochirurgico in Palermo. Einer der Ersten, die an der Unfallstelle eintrafen, war Arturo Merzario, der im Werks-Ferrari 312PB von der technischen Abnahme kam. Er leistete sofort Erste Hilfe (Merzario hatte in seiner Karriere mehrmals versucht, Fahrerkollegen nach Unfällen zu helfen und dabei auch Leben gerettet. Beim 1000-km-Rennen von Buenos Aires 1971 versuchte er vergeblich, den im brennenden Ferrari 312PB eingeklemmten Ignazio Giunti zu befreien. Beim Großen Preis von Deutschland 1976 auf dem Nürburgring befreite er Niki Lauda aus dem ebenfalls brennenden Ferrari 312T2). Während Cuthbertson überlebte, starb Charles Blyth einen Tag später. Die Kosten für den Rücktransport des Leichnams übernahm der britische Rennfahrer Vic Elford.

### Teams, Fahrzeuge und Fahrer
Die Abwesenheit von Matra Sports und von Gulf Research machte auf die Sizilianer wenig Eindruck. 700.000 Zuschauer sollen laut Angaben des Veranstalters das Rennen an der Strecke verfolgt haben. Ihr Interesse galt den italienischen Werkswagen von Ferrari, Alfa Romeo und Lancia. Ferrari meldete zwei 312PB für die Fahrerpaarungen Arturo Merzario/Nino Vaccarella und Jacky Ickx/Brian Redman. Für die Sizilianer war der in Palermo geborene Vaccarella ein Volksheld, der die Targa Florio – 1965 mit Lorenzo Bandini im Ferrari 275P2 und 1971 mit Toine Hezemans im Alfa Romeo T33/3 – bis dahin zweimal gewonnen hatte. Jacky Ickx gab im zweiten 312PB sein Targa-Florio-Debüt. Autodelta meldete zwei Alfa Romeo T33/TT/12 für Clay Regazzoni/Carlo Facetti und Rolf Stommelen/Andrea de Adamich. Auch Lancia war mit einem Werkswagen vertreten. Den Stratos fuhren Sandro Munari und Jean-Claude Andruet.
Die stärkste Konkurrenz für die italienischen Wagen kam von Porsche. Drei Carrera RSR-Prototypen wurden nach Sizilien gebracht. Gefahren wurden die Porsche von Herbert Müller, Gijs van Lennep, Leo Kinnunen, Claude Haldi, Günter Steckkönig und Giulio Pucci. Giulio Pucci war der Sohn von Baron Antonio Pucci, der die Targa 1964 als Partner von Colin Davis im Werks-Porsche 904 GTS gewonnen hatte.

### Weitere schwere Unfälle
Auch das Rennen war von schweren Unfällen und dem Tod von drei Zuschauern überschattet. Knapp vor dem Start kam es zum ersten Zwischenfall. Bei der Anfahrt zum Rennstart kam der Chevron B23 von Stefano Buonapace und Matteo Sgarlata in der Nähe der Stadt Cefalù von der Strecke ab und überschlug sich in eine zu nahe am Streckenrand stehende Zuschauergruppe. Der Wagen fing Feuer und brannte aus. Während die beiden Fahrer mit leichten Verletzungen überlebten, starben die beiden jungen Sizilianer Sebastiano di Natale (20 Jahre) und Antonio di Scilipoti (17 Jahre) noch an der Unfallstelle. Mehrere Personen wurden mit Knochenbrüchen in umliegende Krankenhäuser eingeliefert. Ein weiterer junger Sizilianer, Santi Siracusa (19 Jahre), überlebte schwer verletzt.
In der siebten Runde kam der Sarde Ferruccio Deiana, der einen Alpine A110 fuhr, im Dorf Scillato von der Strecke ab und fuhr ebenfalls in eine Zuschauergruppe. Zwei Männer wurden schwer verletzt: Giuseppe Bono (60 Jahre) und Giuseppe Mazzola (33 Jahre), beide aus Montelepre. Mazzola überlebte und konnte wieder vollständig genesen. Giuseppe Bono erlag am Abend im Krankenhaus von Termini Imerese seinen Verletzungen.

### Der Rennverlauf
Alfa Romeo musste am Renntag auf den Einsatz eines Fahrzeugs verzichten. Clay Regazzoni hatte im Abschlusstraining einen Unfall im Wagen mit der Nummer 7. Er kam im bergigen Teil der Strecke von der Fahrbahn ab, der Wagen überschlug sich und blieb mit den Rädern nach oben in einem Acker liegen. Regazzoni blieb unverletzt. Vom Start weg führte der Trainingsschnellste Arturo Merzario im Ferrari 312PB vor Rolf Stommelen im Alfa Romeo und seinem Teamkollegen Jacky Ickx. Dahinter folgten Sandro Munari im Lancia und Herbert Müller im Porsche. Noch bevor die dritte Runde zu Ende ging, waren beide Ferrari und der verbliebene Alfa Romeo ausgeschieden. Arturo Merzario hatte am Ende der ersten Runde einen Reifenschaden. Anstatt den platten Reifen durch das mitgeführte Reserverad zu ersetzen, fuhr er bis zu den Boxen auf der Felge weiter. Dort wurde der Reifen endlich gewechselt. Als Merzario wieder auf der Straße war, brach die Hinterradaufhängung, die bei der Fahrt auf der Felge beschädigt worden war. Jacky Ickx touchierte mit dem Ferrari in der zweiten Runde eine Mauer, wobei der Vorderwagen so schwer beschädigt wurde, dass er kurze Zeit später aufgeben musste. Rolf Stommelen hatte Ende der zweiten Runde den Alfa Romeo an Andrea de Adamich übergeben. De Adamich kollidierte im Alfa in der dritten Runde mit dem Lancia Fulvia Sport von Ugo Locatelli. Dabei ging die Aufhängung des T33/TT/12 kaputt.
Ein problemloses Rennen hatten Herbert Müller und Gijs van Lennep im Porsche Carrera RSR, die mit einem Vorsprung von sechs Minuten auf Sandro Munari und Jean-Claude Andruet im Lancia Stratos gewannen.

## Ergebnisse

### Schlussklassement
| 1                  | S 3.0    | 8   | Martini Racing         | Herbert Müller Gijs van Lennep                          | Porsche Carrera RSR       | 11                         |
| 2                  | S 3.0    | 4   | Lancia Corse           | Sandro Munari Jean-Claude Andruet                       | Lancia Stratos            | 11                         |
| 3                  | S 3.0    | 9   | Martini Racing         | Leo Kinnunen Claude Haldi                               | Porsche Carrera RSR       | 11                         |
| 4                  | S 2.0    | 14  | Luigi Moreschi         | Luigi Moreschi Francesco di Matteo                      | Chevron B21               | 11                         |
| 5                  | S 2.0    | 25  | Antonio Nicodemi       | Silvio Moser Antonio Nicodemi                           | Lola T290                 | 11                         |
| 6                  | S 3.0    | 107 | Martini Racing         | Günter Steckkönig Giulio Pucci                          | Porsche Carrera RSR       | 11                         |
| 7                  | GT + 2.0 | 106 | Scuderia Brescia Corse | Giovanni Borri Mario Barone                             | Porsche Carrera RSR       | 10                         |
| 8                  | GT + 2.0 | 113 | Porsche Club Romand    | Peter Zbinden Mario Ilotte                              | Porsche Carrera RSR       | 10                         |
| 9                  | S 1.6    | 44  | Porsche Club Romand    | Mauro Nesti Giovanni Morelli                            | Chevron B21               | 10                         |
| 10                 | GT 1.6   | 149 | Maurizio Zanetti       | Maurizio Zanetti Giancarlo Galimberti                   | Alfa Romeo Giulia GTAm    | 10                         |
| 11                 | S 2.0    | 20  | Scuderia Brescia Corse | Armando Floridia Mauro Formento                         | Chevron B21               | 10                         |
| 12                 | GT 2.0   | 124 | Girolama Capra         | Girolama Capra Angelino Lepri                           | Porsche 911S              | 10                         |
| 13                 | S 1.6    | 42  | Giovanni Boeris        | Piero Monticone Giovanni Boeris                         | Chevron B21               | 10                         |
| 14                 | GT + 2.0 | 109 | Guido Fossati          | Guido Fossati Angelo Mola                               | Porsche 911S              | 10                         |
| 15                 | S 1.3    | 65  | Pasquale Anastasio     | Pasquale Anastasio Giovanni Lo Voi                      | AMS 273                   | 10                         |
| 16                 | S 2.0    | 21  | Giovanni Alberti       | Giovanni Alberti Gianfranco Bonetto                     | Chevron B21               | 9                          |
| 17                 | GT 1.3   | 177 | Giada Auto             | Sergio Rombolotti Gianfranco Ricci                      | Alpine A110               | 9                          |
| 18                 | GT + 2.0 | 110 | Comstock               | Andrew Hedges Dan Margulies                             | Porsche Carrera RS        | 9                          |
| 19                 | GT 1.6   | 150 | Citta dei Mille        | Pietro Bonfanti Gilberto Balocca                        | Alfa Romeo GTA            | 9                          |
| 20                 | GT 1.6   | 167 | Scuderia Brescia Corse | Mario Litrico Ferragine                                 | Alfa Romeo GTA            | 9                          |
| 21                 | GT 2.0   | 127 | Giuseppe de Gregorio   | Francesco Mannino Giuseppe de Gregorio                  | Porsche 914/6             | 9                          |
| 22                 | GT 2.0   | 129 | Etna                   | Angelo Bonaccorsi Giuseppe Panto                        | Opel GT                   | 9                          |
| 23                 | S 2.0    | 24  | Scuderia Pegaso        | Giuseppe Vassallo Girolama Caci                         | Abarth 2000               | 9                          |
| 24                 | GT 1.3   | 181 | Scuderia Pegaso        | Giovanni Marino Salvatore Sutera                        | Lancia Fulvia HF          | 9                          |
| 25                 | S 1.3    | 64  | Scuderia Pegaso        | Antonio Riolo Giuseppe Garofalo                         | Gigi P2                   | 9                          |
| 26                 | S 2.0    | 15  | Leandro Terra          | Franco Berruto Leandro Terra                            | Ferrari Dino 206S         | 9                          |
| 27                 | S 1.0    | 85  | Giovanni Maggiorelli   | Piero Falorni Giovanni Maggiorelli                      | Fiat-Abarth 1000S         | 9                          |
| 28                 | GT 1.6   | 148 | Vittoriano Cuttitta    | Vittoriano Cuttitta Calogero D’Alu                      | Lancia Fulvia HF          | 9                          |
| 29                 | S 2.0    | 12  | Jack Wheeler           | Martin Davidson Jack Wheeler                            | Daren Mk.3                | 9                          |
| 30                 | GT 1.6   | 159 | Ateneo                 | Giovanni Rizzo Settimino Balistreri                     | Lancia Fulvia HF          | 9                          |
| 31                 | GT 1.6   | 162 | Giada Auto             | Romano Ramoino Renato D’Avico                           | Alpine A110               | 9                          |
| 32                 | S 1.6    | 41  | Bruno Bonacina         | Tulio Bottanelli Bruno Bonacina                         | Abarth 1600 Sport         | 8                          |
| 33                 | GT 1.3   | 178 | Domenico Cedrati       | Aldo Fasano Domenico Cedrati Gianni Varese              | Alpine A110               | 8                          |
| 34                 | S 1.6    | 149 | Marco Crosina          | Marco Crosina Paolo Pogliano                            | Lola T290                 | 8                          |
| 35                 | T + 2.0  | 191 | Scuderia Brescia Corse | Romano Martini Alessandro Federico                      | BMW 3.0 CSL               | 8                          |
| 36                 | GT 2.0   | 123 | Carlo Fabri            | Antonio Nieri Carlo Fabri                               | Porsche 914/6             | 8                          |
| 37                 | S 1.3    | 79  | Sant Paul              | Giancarlo Barba Mario de Luca                           | Giliberti A112            | 8                          |
| 38                 | S 1.6    | 47  | Sant Paul              | Vito Veninata Gaetano Lo Jacono                         | AMS 273                   | 8                          |
| 39                 | GT 1.3   | 184 | Giada Auto             | Gianni Vacca Ferruccio Deiana                           | Alpine A110               | 7                          |
| 40                 | S 1.0    | 84  | Stefano Sebastiani     | Stefano Sebastiani Antonio Palangio                     | AMS 273                   | 7                          |
| 41                 | GT 2.0   | 130 | Etna                   | Giuseppe Barbanti Giovanni Musumeci                     | Alfa Romeo Duetto         | 7                          |
| 42                 | T 2.0    | 198 | Integrate              | Sergio Bettoja Giuseppe de Gregorio                     | BMW 2002 Tii              | 7                          |
| Ausgefallen        |          |     |                        |                                                         |                           |                            |
| 43                 | S 1.3    | 62  | Krista Buchwald        | Salvatore Calascibetta Alfonso Merendino                | CR-CDS 134B               | 6                          |
| 44                 | GT 1.6   | 147 | Anatoly Arutunoff      | Brian Goellnicht Allan Girdler                          | Lotus Europa              | 6                          |
| 45                 | GT 1.6   | 155 | Scuderia Pegaso        | Sergio Mantia Giuseppina Gagliano                       | Alfa Romeo GTA            | 6                          |
| 46                 | GT 1.3   | 180 | Ateneo                 | Benedetto Rosolia Antonio Adamo                         | Lancia Fulvia HF          | 6                          |
| 47                 | S 2.0    | 16  | Scuderia Brescia Corse | Vincenzo Cazzago Enrico Pasolini                        | Lola T290                 | 5                          |
| 48                 | S 2.0    | 22  | Eris Tondelli          | Eris Tondelli Giuseppe Virgilio                         | Chevron B21               | 5                          |
| 49                 | GT 2.0   | 126 | Scuderia Pegaso        | Vittorio Maione Mario Vigneri                           | Porsche 911S              | 5                          |
| 50                 | S 2.0    | 19  | Virgilio Conrero       | Giorgio Pianta Pino Pica                                | Momo-Conrero              | 4                          |
| 51                 | GT + 2.0 | 115 | Carlo Pietromarchi     | Carlo Pietromarchi Maurizio Micangeli                   | De Tomaso Pantera         | 4                          |
| 52                 | S 3.0    | 6   | Autodelta SpA          | Rolf Stommelen Andrea de Adamich                        | Alfa Romeo T33/TT/12      | 3                          |
| 53                 | S 2.0    | 11  | Giovanni Fasano        | Paolo Gargano Giovanni Fasano                           | Abarth 2000               | 3                          |
| 54                 | S 1.6    | 45  | Maurizio Polin         | Maurizio Polin L. Rogliatti                             | Lola T290                 | 3                          |
| 55                 | S 1.0    | 82  | Scuderia Brescia Corse | Luciano Verrocchio Massimo de Antoni                    | AMS 273                   | 3                          |
| 56                 | S 1.0    | 83  | Alberto Dona           | Alberto Dona Odoardo Govoni                             | AMS 273                   | 3                          |
| 57                 | GT 2.0   | 131 | Vittorio Benvenuti     | Antonio Runfola Vittorio Benvenuti                      | Porsche 911T              | 3                          |
| 58                 | GT 1.6   | 157 | Scuderia Pegaso        | Raffaele Restivo Francesco Jemma                        | Alfa Romeo GTA            | 3                          |
| 59                 | GT 1.3   | 179 | Giada Auto             | Paolo Monti Ferruccio Caliceti                          | Alpine A110               | 3                          |
| 60                 | GT 1.3   | 182 | Giovanni Martino       | Ugo Locatelli Giovanni Martino                          | Lancia Fulvia Sport       | 3                          |
| 61                 | GT 1.3   | 186 | Scuderia Pegaso        | Libero Marchiolo Giuseppe Spatafora                     | Alpine A110               | 3                          |
| 62                 | S 3.0    | 3   | Spa Ferrari SEFAC      | Arturo Merzario Nino Vaccarella                         | Ferrari 312PB             | 2                          |
| 63                 | S 3.0    | 5   | Spa Ferrari SEFAC      | Jacky Ickx Brian Redman                                 | Ferrari 312PB             | 2                          |
| 64                 | S 1.6    | 43  | Scuderia Brescia Corse | Arrigo Cocchetti Antonio Vimercati                      | AMS 273                   | 2                          |
| 65                 | S 1.0    | 69  | Mille Miglia           | Ignazio Manzo Egidio Nicolosi                           | AMS 273                   | 2                          |
| 66                 | GT 2.0   | 121 | Ricciardo Ricci        | Ricciardo Ricci Vito Coco                               | Opel GT                   | 2                          |
| 67                 | S 1.0    | 86  | Scuderia Brescia Corse | Antonio Bramen „Jokrysa“                                | AMS 273                   | 1                          |
| 68                 | GT + 2.0 | 112 | Max Moritz Racing Team | Gerd Quist Jürgen Zink                                  | Porsche Carrera RSR       | 1                          |
| 69                 | GT 2.0   | 125 | Giada Auto             | Emilio Paleari Giorgio Schön                            | Alpine A110               | 1                          |
| 70                 | GT 1.6   | 158 | Scuderia Pegaso        | Paolo de Luca Giovanni La Mantia                        | Alfa Romeo GTA            | 1                          |
| 71                 | S 2.0    | 18  | Scuderia Pegaso        | Eugenio Renna Vincenzo Mirto Randazzo                   | Chevron B23               | 1                          |
| 72                 | S 1.3    | 63  | Scuderia Brescia Corse | Giuseppe di Cristofaro Pietro Lo Piccolo                | AMS 273                   | 1                          |
| 73                 | S 1.3    | 66  | Giotto Bizzarrini      | Massimo Larini Giotto Bizzarrini                        | Bizzarrini                | 1                          |
| 74                 | GT + 2.0 | 111 | Mario Radicella        | Marco Micangeli Mario Radicella                         | Porsche 911               | 1                          |
| 75                 | GT + 2.0 | 114 | Salvatore Patamia      | Salvatore Patamia „Carab“                               | Porsche 911               | 1                          |
| 76                 | GT 1.3   | 183 | Scuderia Pegaso        | Roberto Chiaramonte Bordonaro Gualberto Carducci        | Alpine A110               | 1                          |
| Nicht gestartet    |          |     |                        |                                                         |                           |                            |
| 77                 | S 3.0    | 1   | Porsche Club Romand    | Claude Haldi Bernard Chenevière                         | Porsche 908/03            | Motorschaden im Training   |
| 78                 | S 3.0    | 7   | Autodelta SpA          | Clay Regazzoni Carlo Facetti                            | Alfa Romeo T33/TT/12      | Unfall im Training         |
| 79                 | S 1.6    | 46  | Aretusa                | Stefano Buonapace Matteo Sgarlata                       | Chevron B23               | nicht gestartet            |
| 80                 | GT + 2.0 | 116 | Gabriele Gottifredi    | Gabriele Gottifredi Gianni Dall’Olio                    | De Tomaso Pantera         | nicht gestartet            |
| 81                 | S 3.0    | 2   | Scuderia Brescia Corse | Marsilio Pasotti Teodoro Zeccoli                        | Alfa Romeo T33/TT/3       | Ölverlust im Training      |
| 82                 | GT + 2.0 | 108 | Martini Racing         | Giulio Pucci Günter Steckkönig                          | Porsche Carrera RSR       | Unfall im Training         |
| 83                 | GT 1.6   | 152 |                        | Charles Blyth Robert Cuthbertson                        | Lancia Fulvia HF          | tödlicher Unfall von Blyth |
| 84                 | S 3.0    |     | Lancia Corse           | Sandro Munari Jean-Claude Andruet                       | Lancia Stratos            | Trainingswagen             |
| 85                 | GT + 2.0 | T   | Martini Racing         | Gijs van Lennep Herbert Müller                          | Porsche Carrera RS        | Trainingswagen             |
| 86                 | S 3.0    | 3T  | Racing Marabout        | Jacky Ickx Brian Redman Arturo Merzario Nino Vaccarella | Ferrari 312PB             | Trainingswagen             |
| Nicht qualifiziert |          |     |                        |                                                         |                           |                            |
| 87                 | S 2.0    | 23  | Abele Tanghetti        | Abele Tanghetti Antonio Zadra                           | Chevron B21               | nicht qualifiziert         |
| 88                 | S 1.6    | 48  |                        | Francesco Virzi Mario Battistiol                        | Alfa Romeo Giulia SZ      | 12                         |
| 89                 | S 1.6    | 50  |                        | Domenico Lo Bello Florindo Mollica                      | Lancia Fulvia F&M Special | 13                         |
| 90                 | S 1.3    | 61  |                        | Mirto Antigoni Luciano Marini                           | Alfa Romeo 1300 Special   | 14                         |
| 91                 | S 1.3    | 67  |                        | Silvestre Semilia Piero Donato                          | Giliberti A112            | 15                         |
| 92                 | S 1.3    | 68  |                        | Salvatore Barraco Giuseppe Virgilio                     | AMS 273                   | 16                         |
| 93                 | S 1.0    | 81  |                        | Mario Savona Francesco Lauria                           | Fiat-Abarth 1000          | 17                         |
| 94                 | S 1.0    | 87  |                        | Gianfranco La Mazza Massimo Cavatorta                   | AMS 273                   | 18                         |
| 95                 | S 1.0    | 88  |                        | Mariano Notaro P. Randazzo                              | Fiat-Abarth 1000          | 19                         |
| 96                 | S 1.0    | 89  |                        | Ernesto Li Mandri Paolo Ferrari                         | Abarth 1000               | 20                         |
| 97                 | S 1.0    | 90  |                        | Emanuele Fichera Cosimo Bonaccorso                      | Abarth 1000               | 21                         |
| 98                 | S 1.0    | 91  |                        | „Noel“ Silvano Gravina                                  | AMS 1000                  | 22                         |
| 99                 | S 1.0    | 92  |                        | Francesco Patané Orazio Scaglia                         | Abarth 1000               | 23                         |
| 100                | S 1.0    | 93  |                        | Giampaolo Ceraolo Luigi Sartorio                        | AMS 1000                  | 24                         |
| 101                | S 1.0    | 94  |                        | Erasmo Bologna Vincenzo Ferlito                         | AMS 1000                  | 25                         |
| 102                | GT 2.0   | 122 |                        | Giuseppe Pizzo Ignazio Serse                            | Porsche 911               | 26                         |
| 103                | GT 2.0   | 128 |                        | Vittorio Coppola Gianni Mussolo                         | Opel GT                   | 27                         |
| 104                | GT 2.0   | 132 |                        | Gaetano Lo Jacono Fulvio Lauricella                     | Fiat 124 Spider           | 28                         |
| 105                | GT 2.0   | 133 |                        | Roberto Manno Pio Pollicino                             | Matra Djet                | 29                         |
| 106                | GT 1.6   | 146 |                        | Paolo Russo Salvatore Pirrello                          | Alfa Romeo GTA            | 30                         |
| 107                | GT 1.6   | 151 |                        | Alberto Librizzi R. Barraja                             | Lancia Fulvia HF          | 31                         |
| 108                | GT 1.6   | 153 |                        | Luciano Trombotto Antonio Fassina                       | Alpine A110               | 32                         |
| 109                | GT 1.6   | 154 |                        | Angelo Giordano Antonio La Luce                         | Alfa Romeo GTA            | 33                         |
| 110                | GT 1.6   | 156 |                        | Roberto Fioravanti Mario Spataro                        | Alpine A110               | 34                         |
| 111                | GT 1.6   | 160 |                        | S. Ganci M. La Licata                                   | Alfa Romeo GTA            | 35                         |
| 112                | GT 1.6   | 161 |                        | Salvatore Cucinotta Salvatore Consolo                   | Lancia Fulvia HF          | 36                         |
| 113                | GT 1.6   | 163 |                        | Alfonso di Garbo Claudio Mazza                          | Lancia Fulvia HF          | 37                         |
| 114                | GT 1.6   | 164 |                        | Vincenzo Seminara „Jimmy“                               | Alfa Romeo GTA            | 38                         |
| 115                | GT 1.6   | 165 |                        | Alfio Gambero Rosario Papa                              | Alfa Romeo GTA            | 39                         |
| 116                | GT 1.6   | 166 |                        | Paolo Massai Francesco Varese                           | Alfa Romeo GTA            | 40                         |
| 117                | GT 1.6   | 168 |                        | Girolamo Perniciaro „Le Cabotine“                       | Alfa Romeo GTA            | 41                         |
| 118                | GT 1.3   | 176 |                        | Guido Garufi Franco Tagliavia                           | Lancia Fulvia HF          | 42                         |
| 119                | GT 1.3   | 185 |                        | A. Ferrara Giuseppe Valenza                             | Lancia Fulvia HF          | 43                         |
| 120                | T 2.0    | 194 |                        | Salvatore de Simone Giuseppe Perico                     | Ford Escort Mexico        | 44                         |
| 121                | T 2.0    | 195 |                        | Vittorio Anselmi Francesco di Matteo                    | BMW 2002                  | 45                         |
| 122                | T 2.0    | 196 |                        | Girolama Gulotta Pasquale di Monaco                     | BMW 2002                  | 46                         |
| 123                | T 2.0    | 197 |                        | Domenico Cottone F. Pileri                              | Alfa Romeo GTV            | 47                         |
| 124                | T 2.0    | 199 |                        | „Drambuie“ Gianni Platania                              | BMW 2002                  | 48                         |
| 125                | T 2.0    | 200 |                        | Giuseppe Virzi Salvatore Trapani                        | Ford Escort RS            | 49                         |

12 bis 49 nicht qualifiziert

### Nur in der Meldeliste
Zu diesem Rennen sind keine weiteren Meldungen bekannt.

### Klassensieger
| Klasse   | Fahrer             | Fahrer               | Fahrzeug               | Platzierung im Gesamtklassement |
| -------- | ------------------ | -------------------- | ---------------------- | ------------------------------- |
| S 3.0    | Herbert Müller     | Gijs van Lennep      | Porsche Carrera RSR    | Gesamtsieg                      |
| S 2.0    | Luigi Moreschi     | Francesco di Matteo  | Chevron B21            | Rang 4                          |
| S 1.6    | Mauro Nesti        | Giovanni Morelli     | Chevron B21            | Rang 9                          |
| S 1.3    | Pasquale Anastasio | Giovanni Lo Voi      | AMS 273                | Rang 15                         |
| S 1.0    | Piero Falorni      | Giovanni Maggiorelli | Fiat-Abarth 1000S      | Rang 27                         |
| GT + 2.0 | Giovanni Borri     | Mario Barone         | Porsche Carrera RSR    | Rang 7                          |
| GT 2.0   | Girolamo Capra     | Angelino Lepri       | Porsche 911S           | Rang 12                         |
| GT 1.6   | Maurizio Zanetti   | Giancarlo Galimberti | Alfa Romeo Giulia GTAm | Rang 10                         |
| GT 1.3   | Sergio Rombolotti  | Gianfranco Ricci     | Alpine A110            | Rang 17                         |
| T + 2.0  | Romano Martini     | Alessandro Federico  | BMW 3.0 CSL            | Rang 35                         |
| T 2.0    | Sergio Bettoja     | Giuseppe de Gregorio | BMW 2002 Tii           | Rang 42                         |

### Renndaten
- Gemeldet: 125
- Gestartet: 76
- Gewertet: 42
- Rennklassen: 11
- Zuschauer: 700.000
- Wetter am Renntag: warm und trocken
- Streckenlänge: 72,000 km
- Fahrzeit des Siegerteams: 6:54:19,900 Stunden
- Gesamtrunden des Siegerteams: 11
- Gesamtdistanz des Siegerteams: 792,000 km
- Siegerschnitt: 114,691 km/h
- Pole Position: Arturo Merzario – Ferrari 312PB (#2) – 33:38,500 = 128,412 km/h
- Schnellste Rennrunde: Rolf Stommelen – Alfa Romeo T33/TT/12 (#6) – 34:13,100 = 126,248 km/h
- Rennserie: 6. Lauf zur Sportwagen-Weltmeisterschaft 1973
- Rennserie: 3. Lauf zur italienischen Sportwagen-Meisterschaft 1973